# Komychany
Komychany (ukrainien : Комишани, russe : Камышаны) est une commune urbaine de l'oblast de Kherson, en Ukraine. Elle compte 6 771 habitants en 2021.

## Géographie
Komychany se trouve sur la rive droite du Dniepr, à 9 km à l'ouest de Kherson, à 53 km au sud-est de Mykolaiv et à 448 km au sud-sud-est de Kiev.